# Зґвалтування в єврейській Біблії
Єврейська Біблія містить ряд посилань на зґвалтування та інші форми сексуального насильства, як у Законі Мойсея, його історичних оповіданнях, так і в його пророчій поезії.

## Історія стипендії
Аж до початку ХХ століття більшість перекладачів і коментаторів не визнавали жодних текстів єврейської Біблії такими, що містять акти зґвалтування, тобто сексуальні дії, вчинені без згоди обох учасників. Деякі розповіді, такі як розповіді про Самсона і Далілу (Суддів 16) і Сихема і Діну (Буття 34), навіть тлумачилися як історії кохання (наприклад, про втечу), а не історії зґвалтування. Прикладом рідкісного винятку з цього є думка Томаса Пейна, який стверджував у «Століття розуму» (1795), що в Числах 31 зображено Мойсея як того, хто наказує ізраїльтянам убити всіх мідіанітян, окрім незайманих дівчат, яких вони могли залишити за те, що Пейн називають «розпустою»: «Серед огидних лиходіїв, які в будь-яку епоху зганьбили б ім'я людини, неможливо знайти більшого, ніж Мойсей, якщо ця розповідь правдива. Ось наказ вбивати хлопчиків, різати матерів і розбещувати дочок». В «Апології Біблії» (1796) Річард Вотсон, єпископ Лландаффський, намагався спростувати аргументи Пейна: «Я не бачу в цій справі нічого, крім доброї політики, поєднаної з милосердям. [ …] Жінки-діти були збережені не для цілей розпусти, а для рабства». У будь-якому випадку, Пейн не був зосереджений на сексуальному насильстві зокрема; цей приклад був частиною його загальної критики християнської етики. У праці Йоганнеса Педерсена «Ізраїль, його життя та культура» (1926, 1940), яку вчені часто цитують для отримання інформації про сексуальні звичаї ізраїльтян, жодного разу не згадується зґвалтування, лише «заборонені ступені стосунків». Кілька уривків з Біблії, які пізніше були широко визнані «текстами про зґвалтування», Педерсен назвав «невідповідними шлюбними домовленостями».
Лише наприкінці 1970-х років, з появою руху проти зґвалтувань через фемінізм другої хвилі, вчені-феміністки дійшли консенсусу щодо того, що деякі тексти в єврейській Біблії стосуються зґвалтування, як-от наложниця Левита та схоплення веніяминами дів із Явеш-Гілеаду та Шіло для групового зґвалтування (Суддів 19–21). Однак вони також спочатку не погоджувалися, чи деякі розповіді, такі як Діна (Буття 34) і Агар, зображують сексуальне насильство чи ні. Деякі з найбільш помітних робіт у цю формуючу епоху у вивченні літератури про біблійне зґвалтування були:
- Філліс Трайбл «Тексти жаху: літературно-феміністичне читання біблійних оповідань» (1984) — перша феміністична наукова публікація, яка стверджувала, що Агар (Буття 16; 21), Тамар (2 Самуїла 13) і наложниця Левита (Суддів 19) були наративами про зґвалтування.
- Дж. Шеріл Ексум «Роздроблені жінки: феміністичні (під)версії біблійних наративів» (1993) — історії про дружину і сестру (Буття 12; 20; 26), Діну (Буття 34), Самсона і Далілу (Суддів 16), наложницю левіта (Суддів 19), Вірсавію та Давида (2 Самуїла 11) як історії про зґвалтування.
- Реніти Дж. Вімс «Розбите кохання: шлюб, секс і насильство у єврейських пророків» (1995) — про сексуальне насильство в метафорах шлюбу в Осії, Єремії та Єзекіїля.
- Джонатан Кірш «Розпусниця на узбіччі дороги: Заборонені оповідання Біблії» (1997) — про дочок Лота (Буття 19), Діну (Буття 34) і Тамар (2 Самуїла 13) як три історії про зґвалтування.

Стосовно ставлення єврейської Біблії до зґвалтування, зокрема законів про секс у розділах 20-22 Повторення Закону, виникли дві школи думки. В одному таборі є такі вчені, як Річард Елліотт Фрідман і Шона Доланскі, які стосовно «Статусу жінки» в The Bible Now (2011) написали: «Що не повинно викликати сумнівів, так це біблійний погляд на зґвалтування: це жахливо. Воно засуджується в біблійних історіях. Воно не допускається біблійними законами». В іншому таборі знаходяться вчені, такі як Гарольд К. Вашингтон, який у «Щоб він не помер у битві, а інший чоловік не взяв її»: Насильство та конструкція статі в законах Повторення Закону 20–22 (1998) зробив висновок: «Закони не забороняють сексуальне насильство, вони радше визначають умови, за яких чоловік може вчинити зґвалтування».

## Дозволеність військового зґвалтування згідно з Торою
Второзаконня 20:10–14 містить конкретні правила щодо ведення війни та поводження з полоненими, жінками, в юдаїзмі. У будь-якому випадку, коли послідовники Тори йшли війною проти міста, вони повинні були спочатку запропонувати мир жителям. Якщо місто здалося, послідовникам Тори було дозволено взяти людей у полон. Однак, якщо місто не здалося, ізраїльтянам було дозволено через закон Тори взяти його в облогу, і, якщо вони досягли успіху, їм дозволили забрати військову здобич, включаючи зґвалтування жінок у завойованих популяціях.
«10 Коли ви йдете, щоб атакувати місто, запропонуйте людям мир. 11 Якщо вони приймуть і відкриють свої ворота, то всі люди в ньому будуть піддані примусовій праці та працюватимуть на вас. 12 Якщо вони відмовляться укласти мир і вступлять з тобою в бій, обложи це місто. 13 Коли Господь, Бог твій, віддасть його в твою руку, то віддай мечем усіх людей, що в ньому. 14 Що стосується жінок, дітей, худоби та всього іншого в місті, ви можете взяти це собі на здобич. І ви можете використовувати здобич, яку Господь, Бог ваш, дає вам від ваших ворогів.» — Второзаконня 20:10-14

## Термінологія
Такі вчені, як Сюзанна Шольц (2021), зазначили, що значення слів у єврейській Біблії завжди залежать від їхнього контексту, а перекладачі чи коментатори Біблії часто неправильно тлумачать терміни, пропускають важливі нюанси або використовують евфемізми для позначення сексуального насильства. Навіть у сучасній англійській мові дієслово «зґвалтувати» не обов'язково стосується сексуального насильства, але його можна використати метафорично, щоб описати переживання дуже неприємного, але несексуального досвіду. Так само єврейське дієслово, як-отעָנָה‬ зазвичай означає «ґвалтувати, примушувати/сексуально насильничати», але в деяких несексуальних контекстах найкраще перекладати як «пригнічувати», «послаблювати» тощо. З іншого боку, звичайно несексуальні слова іноді можуть описувати щось сексуальне; дієслово, таке якעָשַׁק‬ āšaq зазвичай означає «розчавити, знищити, пригнічувати», але в одному конкретному вірші з Біблії (Ісая 23:12) може насправді означати «ґвалтувати» у зв'язку з терміном «незаймана дочка», оскільки останній має особливе сексуальне значення. Біблійний іврит також сповнений евфемізмів і сексуального сленгу, який може бути важко зрозуміти сучасному читачеві. «Легати з», «знати», «приходити до тями» та «розкривати наготу» є такими прикладами, які, у певних контекстах, означають «займатися сексом». Такі фрази не обов'язково означають, що одна особа нав'язує інший секс, і насправді можуть описувати секс за згодою, але особливо якщо контекст оповіді додає форми примусу (наприклад, насильство та залякування) до когось або стверджує, що це служить «покаранням», тоді «зґвалтувати» стає правдоподібним перекладом. Подібним чином такі іменники, як «спідниці», «голота» та «сором», можуть бути евфемізмами для «жіночих статевих органів».

### Дієслова, які можуть означати «зґвалтувати» або «займатися сексом
- - עִנָה‬ inah[16] = (прямо) зґвалтувати, примушувати [сексуально], оскверняти, порушувати, грабувати, жорстоко поводитися, завдавати страждань, принижувати/принижувати, пригнічувати, підкоряти/підпорядковувати/підкорити, ослаблювати;[17] ймовірно, означає «зґвалтувати» в Суддів 20:5[a] і 2 Царств 13:14.[b][18]
  - עָשַׁק‬ āšaq = розчавити, знищити, пригнобити, (+ незайману) зґвалтувати? (Ісаї 23:12)[19][20]
  - בּוֹא‬ bô = приходити (на), натрапляти, (евфемізм) займатися сексом, входити/вставляти, приносити, йти, заходити (сонце)[21]
    - sometimes combined with אֵל‬ el = в, всередину. Приклади: 2 Царств 16:21-22.

  - גָּלָה‬ gālâ = оголити (наготу), зняти (одяг), (імпліцитно) зґвалтувати[19][22]
  - נָבֵל‬ nābal (pi'el) = (явно) сексуальне насильство (наприклад, у Буття 34:7, Суддів 19-21, 2Цар. 13:12 та 3Наум. 6),[23] робити мерзенним, ганьбити, зневажати, ставитися зневажливо, робити дурним[24]
  - פִּתָה‬ pitâ, pithah[25] = заманювати, спокушати, переконувати, обманювати, дурити, лестити? (Приповісті 20:19), перемагати? (Єзекіїля 14:9), заманювати? (Осії 2:14), (in pi'el (додає силу)) вмовляти/примушувати сексуально? (Суддів 14:15, Суддів 16:5, Осії 2:14)[26][27]
    - іноді в поєднанні з חָזַק‬ ḥāzaq, chazaq = бути сильним(ою), стати сильним/могутнім, переважати/перемогти, схопити/впіймати, тримати/утримувати, зміцнити/загартувати (себе, когось іншого або предмет, напр. наприклад, серце фараона у Виході 4-14), відновлювати/укріплювати (оборонну споруду, 2 Царств 12, 2 Хронік 11; 24; 26, Неемії), бути мужнім, заохочувати/переконувати.[28] Вчені сперечаються, чи поєднання פָּתָה‬ pātâ і חָזַק‬ ḥāzaq, наприклад, в Єремії 20:7, слід розуміти як зґвалтування чи ні.[29]

  - רָאָה‬ rā'â = побачити (оголені геніталії),[30] (неявно) зґвалтувати[19]
  - שָׁגַל‬ šāgal = (вульгарно) ґвалтувати, ґвалтувати, ґвалтувати, (евфемістичний переклад) злягатися (Второзаконня 28:30, Ісаї 13:16, Єремії 3:2, Захарії 14:2)[19][31]
  - שָׁכַב‬ šākab = лягати (спати), спати, (евфемізм) лежати/спати з, (+ сила) ґвалтувати.[19][32]
  - סוּר‬ sur = знімати/роздягати (одяг або інші предмети), забирати/прибирати, відрубувати/відрубувати голову, відокремлювати, відвертатися (або: відмовлятися), виводити/відводити, від'їжджати/від'їжджати[33]
  - טָמֵא‬ tame = (пасивний) ставати нечистим, бути оголошеним нечистим, (активний, пасивний або рефлексивний) оскверняти (когось, себе) / бути оскверненим, (імпліцитний) мати незаконний секс з ким-небудь / бути підданим незаконному сексу з боку когось (шляхом зваблення або зґвалтування)[34]
  - תָּפַשׂ‬ tāphaś = брати, ловити, захоплювати, хапати/хопити, забирати, утримувати, заарештовувати, займати, оскверняти, поводитися/володіти/гратися (об'єктом)[35]
  - צָחַק‬ tsachaq = (позитивно) сміятися, жартувати/знущатися, займатися спортом, пестити / кохатися / займатися сексом (Буття 26:8),[19] гратися[36]
  - יָדַע‬ yada = знати, (евфемізм) мати статеві стосунки з, (евфемізм) (+ примус) зґвалтувати[19][37]
    - іноді у поєднанні з מִשְׁכָּב‬ miš-kaḇ («ліжко», розмовне «лежати (вниз)»)[38] = (буквально) знати в ліжку, (старіші переклади Біблії) знати інтимно/тілесно/знати, лежачи з, (сучасні переклади Біблії) мати статеві стосунки з (наприклад, Числа 31:18, де фраза «жінки, діти, які не знали чоловіка в ліжку» іноді перекладається просто як «незаймані дівчата»)[39]

  - זָנָה‬ zanah = (зневажл.) діяти як блудниця/блудниця, вдавати з себе блудницю/блудницю, займатися блудом, чинити блуд, чинити розпусту, бути невірним/перелюбним[40]

### Іменники на статеві органи
- בָּ֫טֶן‬ beṭen = лоно, живіт[41]
- עֶרְוָה‬ 'erwâ, ervah = нагота, оголена плоть, геніталії[42]
- חֶרְפָּה‬ ḥerpâ, cherpah = сором, піхва[42]
- מַ֫עַר‬ ma'ar = нагота, геніталії[15]
- פּוֹת‬ pōt = (тільки в Ісаї 3:17, вульгарно) пизда, (евфемістичний переклад) інтимні частини, (передня) частина голови/скальп, (тільки в 1 Царів 7:50) дверний отвір.[43][44]
- שֹׁ֛בֶל‬ šō-ḇel = спідниця (також евфемізм для позначення жіночих геніталій[15])

### Іменники на приниження
- נְבָלָה‬ nebalah = зґвалтування, ганебний вчинок/діяння, нерозумність, лиходійство, дурість[19][45]
- קָלוֹן‬ qālôn = ганьба, безчестя, сором[46] (також евфемізм для позначення жіночих геніталій)[15]
- רֹ֫אּי‬ roi = (зневажл.) видовище, вигляд, зовнішність[47]

## Приклади

### Буття

#### Буття 9
У книзі Буття 9:22, одразу після розповіді про потоп у книзі Буття, написано, що Хам, син Ноя, «побачив» «наготу» свого батька, фраза, яка в інших місцях єврейської Біблії може означати «мав секс з». Деякі тлумачення приводять до висновку, що Хам займався сексом з Ноєм, можливо, навіть «содомізував» його уві сні. Такі самі пояснення містяться в трьох грецьких перекладах Біблії, в яких слово «бачити» у вірші 22 замінено іншим словом, що позначає гомосексуальні стосунки. Через те, що сталося, Ной наклав прокляття на сина Хама Ханаана та його нащадків, ханаанеїв.

#### Буття 19

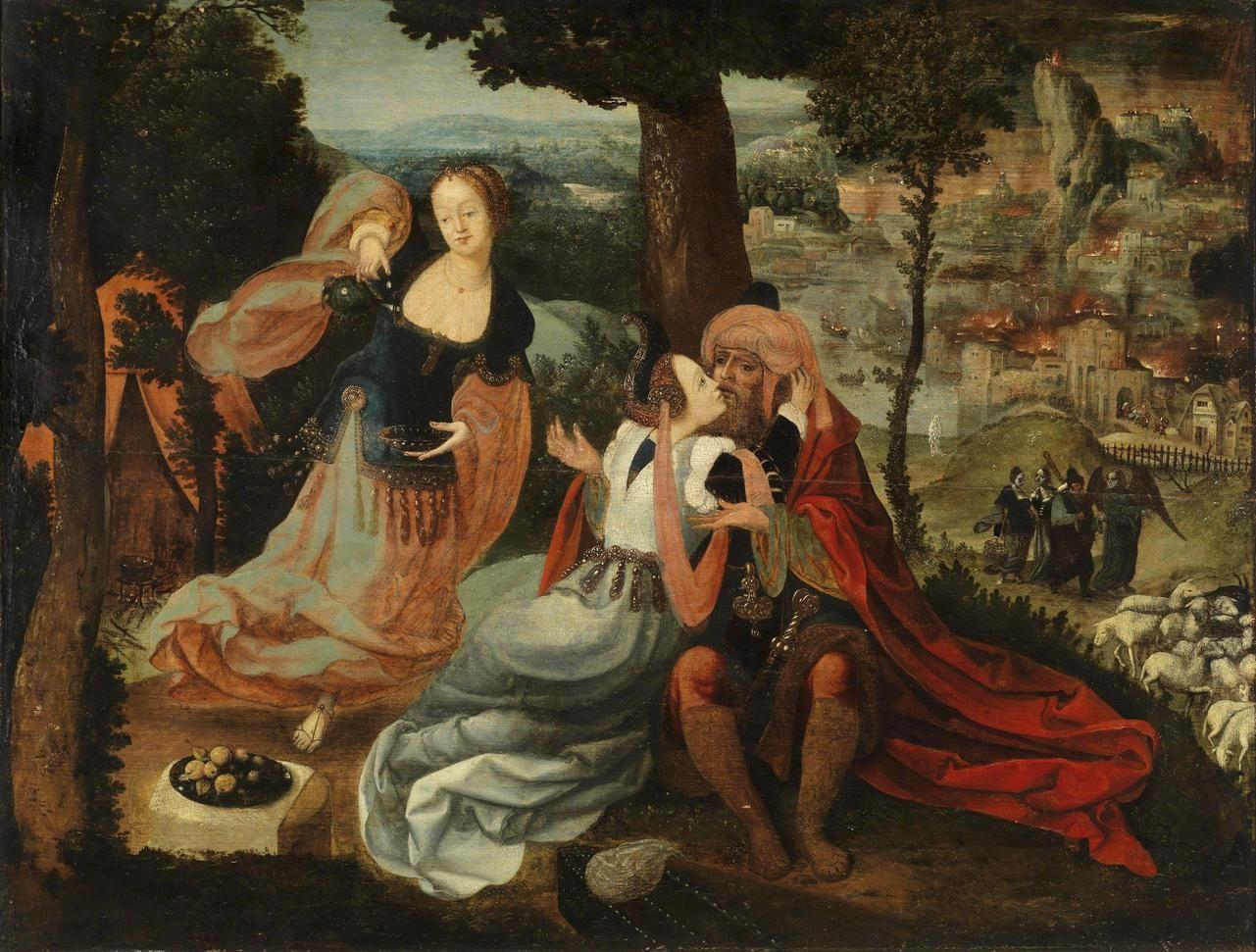
Ян Велленс де Кок, Лот і його дочки

Буття 19 розповідає про спробу групового зґвалтування. Два ангели прибувають у Содом, і Лот виявляє їм гостинність. Однак жителі міста зібралися навколо будинку Лота і вимагали, щоб він віддав їм двох гостей, щоб вони могли їх зґвалтувати. У відповідь на це Лот пропонує натовпу своїх двох незайманих дочок. Натовп відмовляється від пропозиції Лота, але ангели вражають їх сліпотою, Бог зрештою знищує місто, а Лот і його сім'я втікають.
У книзі Буття 19 розповідається про те, як дочки Лота напивали його і займалися з ним сексом. У результаті народилися однойменні предки Моава та Аммона, постійних ворогів Ізраїлю. Ряд коментаторів кваліфікують їхні дії як зґвалтування. Естер Фукс (2003) припускає, що текст представляє дочок Лота як «ініціаторок і виконавиць інцестуозного “зґвалтування”».
Герда Лернер (1986) припустила, що, оскільки єврейська Біблія вважає за належне право Лота пропонувати своїх дочок на зґвалтування, ми можемо припустити, що вона відображає історичну реальність влади батька над ними.

#### Буття 34
У книзі Буття 34 Сихем мав секс з Діною, але те, як цей текст має бути точно перекладений і зрозумілий, є предметом наукових суперечок. Більшість сучасних вчених стверджують, що воно описує зґвалтування, і багато сучасних перекладів передають це як «зґвалтований» (або з подібним словосполученням сексуального примусу), тоді як деякі попередні коментатори також пропонували шлюбну втечу.
| Буття 34:2–3                                                  | Буття 34:2–3 | Буття 34:2–3                                                                                        | Буття 34:2–3 | Буття 34:2–3                                                                                            |
| Ленінградський кодекс (1008)                                  | Біблія короля Якова (1611)                                                                                               | Нова міжнародна версія (1978)                                                                       | Сюзанна Шольц (2014) | Український переклад П.Куліша та І.Пулюя (1905 р.)                                                      |
| ------------------------------------------------------------- | --- | --------------------------------------------------------------------------------------------------- | --- | --- |
| וַיַּ֨רְא אֹתָ֜הּ שְׁכֶ֧ם בֶּן־חֲמֹ֛ור הַֽחִוִּ֖י נְשִׂ֣יא הָאָ֑רֶץ וַיִּקַּ֥ח אֹתָ֛הּ וַיִּשְׁכַּ֥ב אֹתָ֖הּ וַיְעַנֶּֽהָ׃‬ | And when Shechem the son of Hamor the Hivite prince of the country saw her he took her and lay with her and defiled her. | When Shechem son of Hamor the Hivite, the ruler of that area, saw her, he took her and raped her.   | When Shechem son of Hamor the Hivite, prince of the region, saw her, he took her, and he laid her, and he raped her.              | І побачив її Сихем, син Геммора, Евеяненка, князя тієї країни, та й взяв її, і лїг із нею, і насилував. |
| וַתִּדְבַּ֣ק נַפְשֹׁ֔ו בְּדִינָ֖ה בַּֽת־יַעֲקֹ֑ב וַיֶּֽאֱהַב֙ אֶת־הַֽנַּעֲרָ֔ וַיְדַבֵּ֖ר עַל־לֵ֥ב הַֽנַּעֲרָֽ׃‬      | And his soul clave unto Dinah the daughter of Jacob, and he loved the damsel, and spake kindly unto the damsel.          | His heart was drawn to Dinah daughter of Jacob; he loved the young woman and spoke tenderly to her. | And he stayed with/kept Dinah, the daughter of Jacob, and he lusted after the young woman, and he tried to quiet the young woman. | І прихилилась душа його до Дини, дочки Якова, і влюбив дївицю, й промовляв до неї прихильно.            |

##### Лінгвістичний аналіз
Мері Анна Бадер (2006) зауважує поділ між віршами 2 і 3 і пише, що «Для сучасного читача дивно і засмучено знаходити дієслова «кохати» і «безчестя» разом, маючи того самого чоловіка як суб’єкт і та сама жінка як їхній об’єкт». Пізніше вона пише, що «Оповідач не дає читачеві жодної інформації про думки чи почуття Діни чи її реакцію на те, що сталося. Шихем є не лише фокусом, але й головною дійовою особою... Оповідач не залишає місця для Сумнівно, що Сихем є центром цих віршів, це об’єкт (або непрямий об’єкт) дій і бажань Сихема». Френк М. Ямада (2008) стверджує, що різкий перехід між книгами Буття 34:2 і 34:3 був технікою оповідання через те, що розповідь зосереджена на чоловіках, модель, яку він сприймає в інших оповіданнях про зґвалтування як добре, також стверджуючи, що відповіді чоловіків зображені в змішаному світлі. «Зґвалтування Діни розповідається таким чином, що натякає на дію соціальних сил, які ускладнюють початкове порушення печатки та роблять проблематичними чоловічі відповіді. [...] Різкий перехід від зґвалтування до шлюбу, однак, створює напругу в свідомості читача... невирішене питання покарання передбачає відповідь Симеона і Левія».
Проте, всупереч Бадеру та Ямаді, Шольц (2021) стверджувала, що, незважаючи на пасивний об’єкт, Діна, а не Сихем є центральною в оповіді, а дієслова у вірші 3 часто перекладаються неправильно.דָּבַק‬דָּבַק ‎, яке часто перекладається як «кохати (когось)», ніколи не перекладається так ніде в єврейській Біблії, а як «чіплятися до (когось)» (Рут 1:14), «триматися близько (когось)» (Рут 2:23), «залишатися поруч з (кимось)» (Псалом 101:3 А.А. Андерсона), «утримувати (спадщину)» (Числа 36:7,9), або «щоб зберігати щось (володіння)» за Вільгельмом Гезеніусом. Шольц зробила висновок: «... «кохати» є абсолютно неадекватним. Кращий переклад підкреслює просторову близькість: «Сихем залишився з Діною» або «Сихем тримав Діну», в сенсі не дозволяючи їй піти». У наведеному контексті середнє дієсловоאָהַב‬  краще перекладати як «бажати (когось)» або «жадати (когось)», а не «кохати (когось)», оскільки це почуття є сексуальним, а не романтичним і повністю одностороннім від суб’єкта, що контролює до об’єкта сексуального примусу. Третє дієслово є частиною фрази,וַיְדַבֵּ֖ר עַל־לֵ֥ב הַֽנַּעֲרָֽ׃‬ -ḏab-bêr 'al-lêḇ han-na-'ă-rā, що буквально означає «і він звернувся до серця молодої жінки». Хоча багато перекладів передають це як «він ніжно розмовляв з нею» (NRSV), Шольц слідувала за Георгом Фішером (1984), який зазначив, що одна і та ж фраза в єврейській Біблії завжди з'являється, коли «ситуація неправильна, складна або небезпека витає в повітрі», і її слід розуміти як «намагатися говорити проти негативної думки» або «змінити думку людини». Тому Шольц стверджувала, що Сихем намагався заспокоїти Дайну після зґвалтування і змінити її негативну думку, розмовляючи з нею, і переклав останню частину вірша 3 як «Він намагався заспокоїти молоду жінку».

##### Історико-етичний аналіз

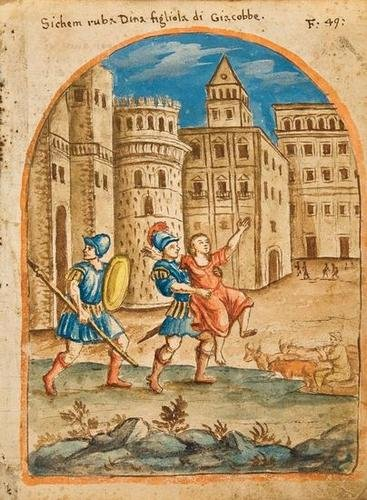
Сихем схоплює Діну. Італійський художник XVII ст.

Зґвалтування Діни Сихемом у книзі Буття 34 описується в самому тексті як «річ, якої не слід робити». Сюзанна Шольц (2000) пише, що «помста братів, однак, також демонструє їхні суперечливі погляди на жінок. З одного боку, вони захищають свою сестру. З іншого боку, вони не вагаючись захоплюють інших жінок, ніби ці жінки були їхньою здобиччю, а помста, що виникла в результаті, пояснює, що немає простих рішень, щоб зупинити ґвалтівників і поведінку, схильну до зґвалтувань. історія». В іншій праці Шольц (Scholz, 2010) пише, що «протягом тривалої історії інтерпретації, єврейські та християнські інтерпретатори здебільшого ігнорували Діну. [...] у багатьох інтерпретаціях братовбивство є злочинним моментом, а в останні роки вчені прямо заперечують можливість того, що Сихем ґвалтує Діну. Вони стверджують, що любов Шехема і його пропозиція руки і серця не відповідають «науково задокументованій поведінці ґвалтівника». Шольц (2000) стверджувала, що мовчання Дайни не означає, що вона погодилася: «Однак літературний аналіз показав, що, незважаючи на це мовчання, Діна присутня в усій історії. Дійсно, все відбувається через неї. Повідомлення феміністки наука, читання навіть не потребує її явних коментарів».

Рабин і вчений Бертон Вісоцький (2010) заявив, що ця історія описує закон «виходь заміж за ґвалтівника»:
Це було суспільство, в якому сором жертви мав бути врахований, а шлюб стирав сором, що супроводжував втрату цноти. Але це сором емпатійно чоловічої конструкції, в якій приголомшливо бракує співчуття до жінки-жертви. Від сумнівної честі вийти заміж за ґвалтівника мало що можна отримати. Принаймні брати Дайни згодні з цим останнім пунктом, якщо не з тим, як вона туди потрапила. [...] Я не думаю, що зґвалтування було для них проблемою. Сором і контроль були їхніми кнопками. Зґвалтування - одна з наших.
Сандра Е. Рапопорт (2011) стверджує, що «біблійний текст співчуває Сихему у віршах після його зґвалтування Діни, в той же час він не відмовляється від засудження беззаконної хижацької поведінки щодо неї. Один мідраш навіть пов'язує три мови любові Сихема у вірші 3 з Божою любов'ю до дітей Ізраїлю». Вона також висунула, що «характер Шехема є складним. Його нелегко охарактеризувати як безумовно злого. Саме ця складність створює нестерпну напругу для читача та викликає виправдано сильні емоції обурення, гніву та можливого співчуття». Таким чином, Рапопорт вважає Буття 34 таким, що рішуче засуджує зґвалтування, пишучи: «Вбивства братів із помсти Шехема та Гамора, хоча вони можуть нагадувати сучасним читачам про прикордонне правосуддя та пильність, є зрозумілим актом міри за міру в контексті стародавнього Близького Сходу».

#### Буття 39
Рідкісний біблійний випадок сексуальних домагань і насильства, скоєних проти чоловіка жінкою, можна знайти в Бутті 39. У цьому розділі поневоленому Йосипу неодноразово робиться пропозиція дружина його пана Потіфара. Йосип відмовляється мати з нею статеві стосунки («хоча вона говорила з Йосипом день у день, він не погоджувався» (Буття. 39:10)), оскільки він не має шлюбного права робити це, і це було б гріхом проти Ягве (Буття 39:6–10). Зрештою дружина Потіфара вимагає, щоб він пішов спати з нею, і хапає його за одяг (Буття 39:12). Йосип тікає, залишаючи з нею предмет одягу (у різних перекладах предмет одягу описується, наприклад, як «одяг», «шата», «вбрання» або навіть просто «одежину»). Тоді дружина Потіфара розповідає спочатку своїм слугам, а потім чоловікові, що Йосип напав на неї (Буття 39:13–18). Йосипа відправляють у в’язницю (Буття 39:19–20), де він залишається до тих пір, поки його Богом дана здатність тлумачити сни не спонукає фараона попросити його про допомогу (Буття 41:14).

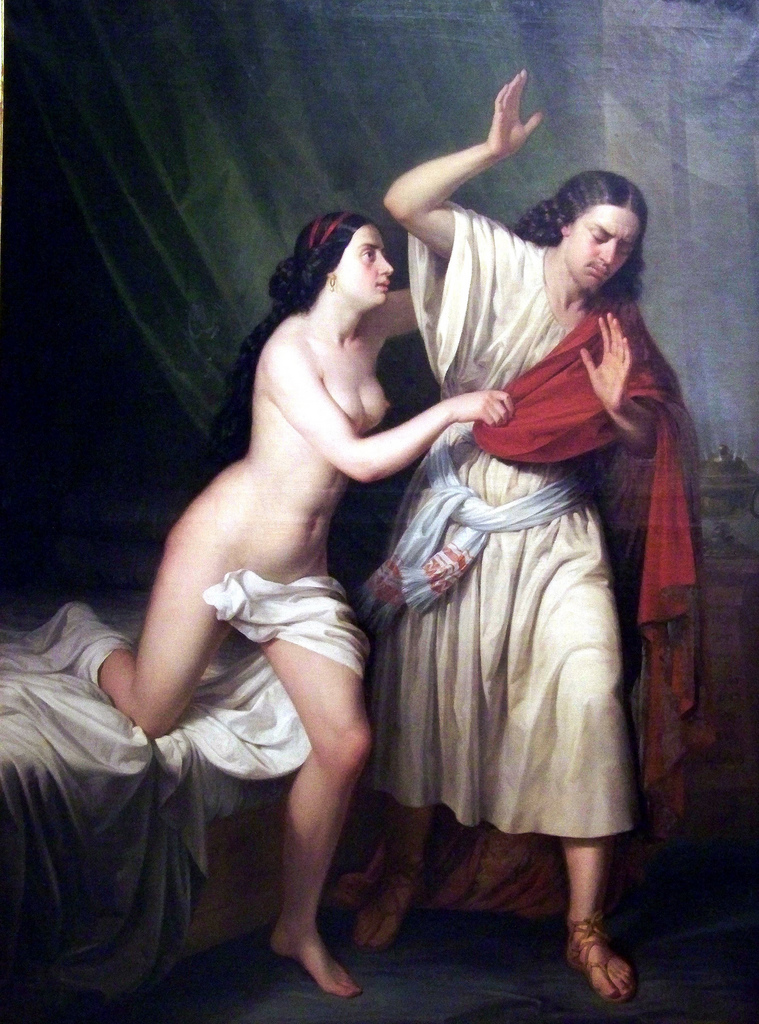
Йосип і дружина Потіфара, полотно, олія Есківель (1854)

Такі вчені, як Меїр Стернберґ (1985), характеризують повторювану поведінку жінки щодо Йосипа як сексуальне насильство. Вчена-феміністка Джудіт Мак-Кінлей (1995) зазначила, що до дружини Потіфара ставляться як до об’єкта у власності його пана (Бут. 39:8–9), і причина, чому Йосип відмовляється, полягає не в тому, що він не хоче займатися з нею сексом, а тому що це порушило б довіру його господаря і було б гріхом проти Ягве. Можна стверджувати, що жінка намагається утвердити себе як суб’єкта, який робить власний вибір замість того, щоб залишатися об’єктом, що належить її чоловікові, і запрошує Йосипа приєднатися до неї в цій дії, яку розповідь обрамляє як «гріх». Водночас, однак, вона зловживає своїм становищем дружини рабовласника, щоб зробити пропозицію Йосипу і покарати його за відмову. Сьюзан Тавер Голліс (1989) припускає, що розповідь про дружину Потіфара «збігається з певними стародавніми народними казками, де «жінка робить марні звернення до чоловіка, а потім звинувачує його в спробі змусити її», причому чоловік «несправедливо покараний за нібито спробу спокусити жінку».
Реформаторський богослов Тремпер Лонгман III посилається на Десять заповідей, щоб зрозуміти причину, через яку Йосип відмовився від залицянь дружини Потіфара: «Перелюб також був би гріхом проти Бога. Перелюб не став гріхом з оприлюдненням Десяти Заповідей (Вих. 20:14; Втор. 5:18). Десять заповідей просто формалізують Божу волю для Його народу в той момент, коли народ Божий стає національною державою». У своєму розділі про Буття 2 (під назвою «Природа шлюбу та дар сексу») Лонгман пише, що «секс є Божим даром для подружніх пар»; Таким чином, дії Йосипа продемонстрували повагу до шлюбу Потіфара, хоча в кінцевому підсумку вони були мотивовані послухом Богу-творцю, Ягве.
Досвід Йосипа – переслідування/напад, фальшиві звинувачення та ув’язнення перед зрештою звільненням, підвищенням по службі та вшануванням – зазвичай розглядається як «образ» Христа, а для Лонгмана III це демонструє головну тема (решти) історії Йосипа: «Бог може принести спасіння, навіть використовуючи злі вчинки тих, хто хоче завдати шкоди Божому народу».

### Числа 31

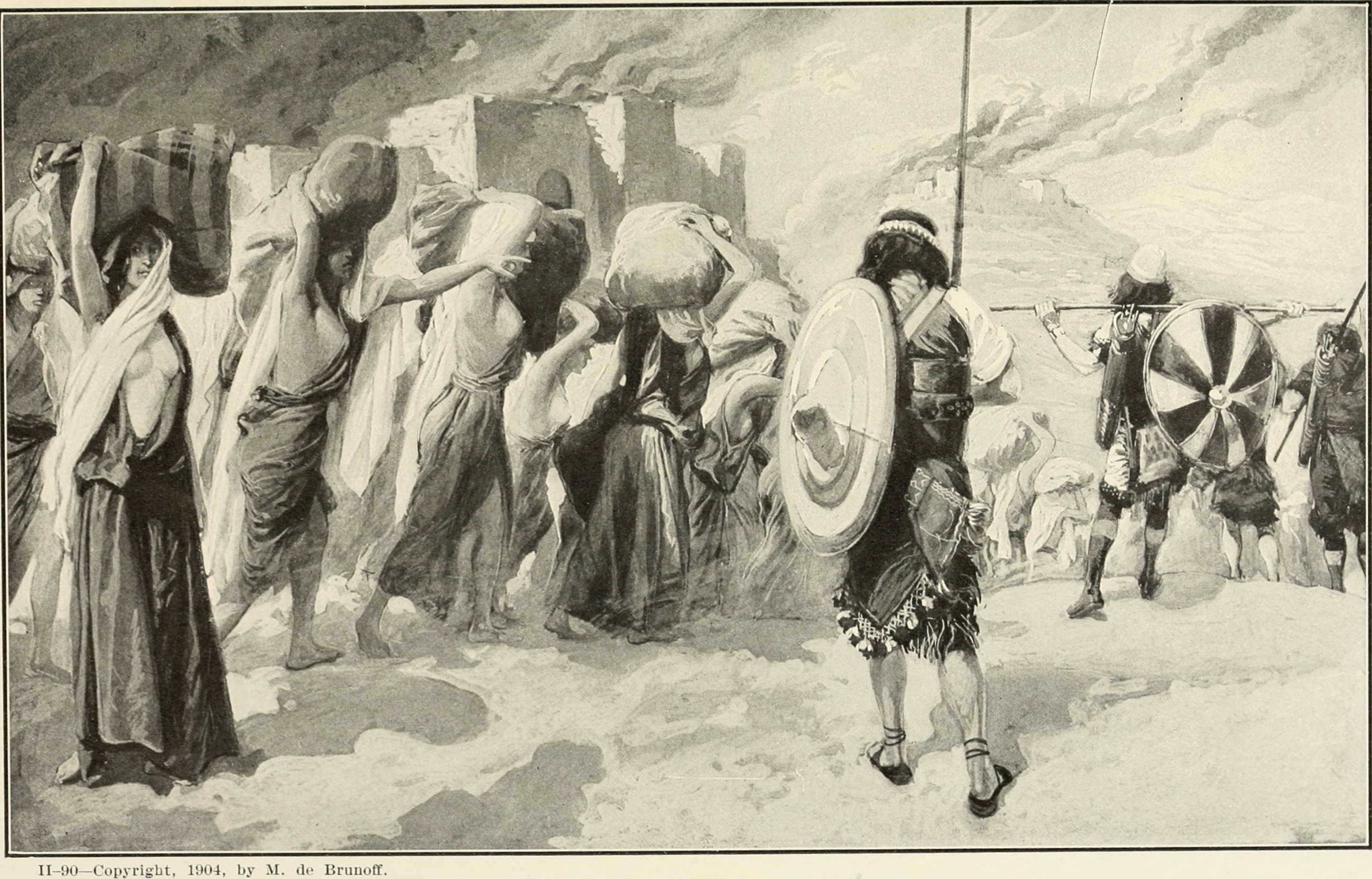
Мідіянітські жінки, діти та худоба, взяті в полон ізраїльськими солдатами після того, як усі мідіянітські чоловіки були вбиті, а їхні міста спалені. Біблія та її історія (1908).

Мойсей, священик Єлеазар і всі лідери громади вийшли назустріч їм за межі табору. Мойсей розсердився на старшин війська - тисячних і сотенних командирів, які повернулися з бою. «Невже ви залишили всіх жінок живими?» - запитав він їх. «Це вони послухалися поради Валаама і спокусили ізраїльтян на зраду [Яхве] в Пеорі, через що на народ [Яхве] впала пошесть. А тепер вбийте всіх хлопчиків. І вбийте кожну жінку, що спала з чоловіком, а кожну дівчину, що ніколи не спала з чоловіком, збережіть для себе.— Числа 31:13–18 NIV)
Це було витлумачено як уривок, який робить зґвалтування «нормативною практикою на війні». Рабин і вчений Шей Дж. Д. Коен (1999) стверджував, що «наслідки Чисел 31:17–18 є однозначними [...] ми можемо бути впевнені, що для вас самих це означає, що воїни можуть «використовувати» своїх незайманих полонених сексуально», додавши що Шимон бар Йохай зрозумів уривок «правильно». З іншого боку, він зауважив, що інші рабинські коментарі, такі як Б. і Ю. Кіддушин і Євамот, стверджували, що «що для них самих означало «як слуги». Пізніші апологети, як юдейські, так і християнські, прийняли останнє тлумачення». Крім того, в Числах 31:19 ізраїльським солдатам було негайно наказано очистити себе та свою здобич, включаючи полонених, щоб їм нагадали про те, наскільки «руйнівною» була смерть.

### Повторення закону

##### Повторення закону 20
Повторення закону 20:14 вказує на те, що всі жінки і діти, взяті в полон, стають власністю рабовласницків:
А жінок, дітей, худобу та все інше, що є в місті, можете взяти собі як здобич. А здобиччю, що дає тобі Бог твій від ворогів твоїх, користуйся, як здобиччю [Ягве]. (Повторення закону 20:14)
У своєму дослідженні прав людини сексуального насильства під час війни Кеннеді-Пайп і Стенлі (2000) посилалися на Повторення Закону 20:14, коли стверджували: «Пропаганда зґвалтування на війні була поширеною впродовж усієї стародавньої історії Близького Сходу і очевидна в єврейській Біблії: жінки часто зображуються просто як об’єкти чоловічого володіння та контролю. Біблійні посилання чітко ілюструють цю тезу щодо поводження з жінками під час війни, коли їх вважали «воєнною здобиччю»».

##### Повторення закону 21
Повторення Закону 21:10  –  14 стверджує:
Коли ти йдеш на війну проти ворогів твоїх і [Яхве], Бог твій, віддасть їх у твої руки, і ти візьмеш у полон, то якщо помітиш серед полонених вродливу жінку, і вона тобі сподобається, то можеш взяти її за дружину свою. «Приведи її до свого дому, нехай вона поголить голову, підстриже нігті і відкладе одяг, в якому була, коли потрапила в полон. Після того, як вона проживе в твоєму домі і оплаче батька і матір цілий місяць, тоді ти можеш піти до неї і стати її чоловіком, а вона стане твоєю дружиною. Якщо ж вона вам не до вподоби, то нехай іде, куди хоче. Не продавай її і не поводься з нею, як з рабинею, бо ти збезчестив її» (Повторення Закону 21:10-14).
Цей уривок згрупований із законами, що стосуються синів і спадщини, що свідчить про те, що головна мета цього уривка полягає в регулюванні шлюбу таким чином, щоб перетворити жінку, взяту в полон на війні, на прийнятну ізраїльтянську дружину, щоб народити законних ізраїльських дітей. Керін Рідер (2017) зазначає: «Таким чином, місячна затримка до завершення шлюбу діяла б частково як примітивний тест на вагітність».
За словами Рідера, ідея про те, що полонену жінку буде зґвалтована, підтверджується тим фактом, що в таких уривках, як Ісая 13:16 і Захарія 14:2, облоги призводять до «насильства» жінок. М. І. Рей (2016) зазначає, що уривок «зручно містить положення про розлучення, щоб позбутися її (коли вона більше не приносить сексуального задоволення), не забезпечуючи їй їжею чи притулком або повертаючи її до сім’ї... Таким чином, іноземна полонянка розлучена не через неприйнятні дії, як інші (ізраїльтяни/єврейські) дружини, а з причин, які не залежать від неї».
Девід Резнік (2004) хвалить цей уривок за його благородство, називаючи його «очевидно, першим законодавчим актом в історії людства, який захищає жінок-військовополонених» і «найкращим проявом універсалістського біблійного гуманізму, оскільки він прагне керувати найгіршим сценарієм: контролювати, як чоловік-завойовник повинен діяти щодо бажаної, завойованої, жінки-чужинки». Він стверджує, що після поразки її нації у війні шлюб з переможцями «може бути найкращим способом для жінки просувати свої власні інтереси в катастрофічній політичній і соціальній ситуації». Згідно з Кавасіма (2011), ставлячись до неї як до дружини, а не як до рабині, закон намагається компенсувати те, що солдат «порушив її», не отримавши схвалення її батька, що було заборонено станом війни.

##### Повторення Закону 22
Шольц (2021) заявила, що тексти Повторення Закону 22:25–29 «широко визнані законодавством про зґвалтування», тоді як Повторення Закону 22:22–24, а також Повторення Закону 21:10–14 «більш суперечливі та зазвичай не характеризуються як закони про зґвалтування».  Нова міжнародна версія передає їх так:
22. Якщо знайдено, що чоловік спить з дружиною іншого чоловіка, і чоловік, який спав з нею, і жінка повинні померти. Ви повинні вигнати зло з Ізраїлю.

23. Якщо чоловік зустрічає в місті дівчину, яка одружилася, і він спить з нею, 

24. Ви повинні відвести їх обох до воріт того міста і забити їх камінням до смерті - молоду жінку, тому що вона була в місті і не кричала про допомогу, і чоловіка, тому що він насильничав над дружиною іншого чоловіка. Ви повинні вичистити зло з-поміж себе.

25. Але якщо в країні чоловік зустріне молоду жінку, яка пообіцяла одружитися, і зґвалтує її, помре лише той, хто це зробив.

26. Нічого не роби жінці; вона не вчинила жодного гріха, який заслуговує смерті. Цей випадок схожий на той, хто нападає і вбиває сусіда, 

27. Бо чоловік знайшов молоду жінку в селі, і, хоча наречена кричала, не було нікого, щоб її врятувати.

28. Якщо чоловік випадково зустріне незайману незайману дівчину і зґвалтує її, і вони будуть виявлені,

29. він заплатить її батькові п'ятдесят шеклів срібла. Він повинен одружитися на молодій жінці, тому що він її образив. Він ніколи не зможе розлучитися з нею, поки він живий. (Повторення Закону 22:22–29 NIV)
Шеріл Андерсон у своїй книзі Ancient Laws and Contemporary Controversies: The Need for Inclusive Bible Interpretation (2009) сказала, що:
Очевидно, що ці закони не враховують жіночої точки зору. Після зґвалтування [жертва], безсумнівно, вважала б себе потерпілою стороною і, ймовірно, вважала б шлюб зі своїм ґвалтівником, м’яко кажучи, неприйнятним. Можливо, існують культурні та історичні причини, чому такий закон мав сенс у той час. [...] Так само закон передає повідомлення про те, що релігійна традиція не розглядає (і не повинна) розглядати можливість того, що жінки можуть мати різні, але дійсні перспективи.
У вірші 22:22 конкретно не йдеться про співучасть дружини, і тому тлумачення Адель Берлін (2008) полягає в тому, що навіть якщо її зґвалтували, закон вимагає, щоб вона була страчена, оскільки вона була осквернена позашлюбними стосунками. Однак, за Кембриджською Біблією для шкіл і коледжів (1882–1925), вчинений злочин був перелюбом за згодою, і тому обидві сторони були винними.
Френк М. Ямада (2008) висловив думку, що Повторення Закону 22:23–24, де наказується покарання зарученої незайманої жінки, якщо акт відбувається в місті, стосується не зґвалтування, а перелюбу, оскільки заручену жінку вже вважали заповідне майно її майбутнього чоловіка. Він також стверджував, що закони Второзаконня розглядають жінок як власність чоловіків і що «закони Второзаконня [...] розглядають злочин зґвалтування не як сексуальне насильство проти жінки як таке», а як економічний злочин проти її батька або (майбутнього) чоловіка. Оскільки це була прерогатива батька видати свою доньку заміж за обраного ним чоловіка, виплата приданого в п’ятдесят шекелів срібла батькові позбавленої квітів згадується у Повторенні Закону 22:28–29 як компенсація за незаплановану втрату невинності. Ямада зазначив, що в цьому останньому сценарії не було смертної кари для жодної зі сторін, але було передбачено положення «вийти заміж за ґвалтівника», яке він порівняв із пропозицією Шихема одружитися, включаючи викуп за наречену після зґвалтування Діни в Бутті 34:12.
Стосовно 22:25–27 Крейг С. Кінер (1996) вважав це сценарієм зґвалтування, порівнюючи його із Законами Ешнунни §26. Він зазначив, що «якщо ніхто інший не був присутній як свідок її невинуватості, але вона була явно порушена, біблійний закон припускає невинуватість [жінки], не вимагаючи свідків (22:27); вона не несе тягар доведення, щоб стверджувати, що вона не давала згоди [...] Якщо пара точно мала статевий акт, чоловік був винним у будь-якому випадку, але якщо жінка могла бути невинною, її невинність слід припускати». Девідсон (2011) додав: «Таким чином, закон Мойсея захищає сексуальну чистоту зарученої жінки (і захищає ту, з ким вона заручена), і призначає найсуворіше покарання чоловікові, який наважується сексуально насильство над нею».
Роберт С. Кавасіма зазначив (2011), що незалежно від того, чи сталося зґвалтування дівчини в країні чи місті, ці вірші означають, що вона «може бути винною у злочині, але не, технічно кажучи, жертвою злочину, з цієї причини її неучасть не збільшує провини злочинця».

###### Вірші 28 і 29
Повторення Закону 22:28–29 є досить суперечливою частиною цього розділу, і деякі сучасні вчені стверджують, що це закон про одруження з ґвалтівником. Переклади Біблії тлумачать цей уривок по-різному, багато сучасних видань перекладають цей термін שָׁכַב‬  як «зґвалтувати», де в старіших перекладах зазвичай віддавали перевагу «лежати». Подібним чином передають більшість сучасних перекладів תָּפַשׂ‬  означає «схопити», тоді як у старіших перекладах зазвичай віддають перевагу «захопити». Нарешті, עָנָה‬ /inah майже повсюдно перекладається як «принизити» в старих перекладах, але майже завжди як «порушити» в сучасних перекладах. «Переклад доброї новини» навіть передав уривок так: «він змусив її мати з ним статеві стосунки», а «Переклад Божого Слова» — «він зґвалтував її». Незалежно від того, чи дала жінка згоду на статевий акт, чи дасть згоду на шлюб, чоловік зобов’язаний одружитися з нею, сплативши її батькам придане для вирішення питання.
Богослов Джон Гілл (1746–63) зауважив, що в 22:28 використовується інше дієслово (תָּפַשׂ‬) ніж у 22:25 (חָזַק‬ , chazaq) для «триматися». Він вважав, що перший був більш «спокусливим» і «люблячим» (порівнюючи це з Вихід 22:16, який він вважав консенсусним), а другий більш «сильним» і «насильницьким»; він дійшов висновку, що вірш 25 описує зґвалтування, а вірш 28 — статеві стосунки за згодою. Подібним чином теолог Чарльз Еллікотт (1897) витлумачив Повторення Закону 22:28–29 як закон, що стосується злочину, пов’язаного з дошлюбними стосунками через «зваблення», також порівнюючи це з Виходом 22:16–17, де згадується, що батько жінки може відхилити цю пропозицію. шлюбу. Однак, хоча майже всі вчені погоджуються з тим, що Вихід 22:16–17 описує ситуацію за згодою, там не вказується, що чоловік «насилував» жінку, тоді як Повторення Закону 22:29 це робить. Єврейське слово, використане тут для позначення «порушений», таке עָנָה‬  або inah, що (залежно від контексту) може означати «ґвалтувати, примушувати [сексуально], оскверняти, ображати, гвалтувати, погано поводитися, страждати, принижувати/принижувати, гнобити, підпорядковувати /скорити/покорити, ослабити». Особливо коли єврейське дієслово має форму pi'el (підсилення), це додає сили, а у Повторенні Закону 22:29 עִנָּ֔הּ‬ in-nāh знаходиться в pi'el. У кількох інших випадках у єврейській Біблії, де це слово вживається для опису взаємодії чоловіка та жінки, наприклад, Суддів 20:5  і 2 Самуїла 13:14,  це зазвичай опис чоловіка, який змушує жінку займатися сексом проти її волі (тобто зґвалтування).
Річард М. Девідсон (2011) вважав Повторення Закону 22:28-29 законом про зґвалтування. Він стверджував, що закони підтримують роль жінки в цій ситуації, пишучи: «Навіть якщо жінка, очевидно, погоджується на статевий акт з чоловіком у цих ситуаціях, чоловік, тим не менш, “образив/принизив/насилував її”. Едемський божественний задум про повагу та захист чистоти жінки був порушений. [...] Навіть якщо жінка, можливо, погодилася зі своїм спокусником, все ж, згідно із законом, придане «дорівнює багатству нареченої для незайманих» (Вихід 22:16): з нею поводилися фінансово так, як би поводилися з незайманою! Таке ставлення підтримує цінність жінки перед чоловіком, який несправедливо використовує її, і в той же час перешкоджає сексуальному насильству». Валері Таріко (2015) критикує Второзаконня 22:28-29, кажучи, що «покарання за зґвалтування пов'язане не зі співчуттям чи травмою для самої жінки, а з честю, чистотою племені та відчуттям того, що використана жінка - це зіпсований товар».

##### Повторення Закону 28
Повторення Закону 28:15–64 містить «прокляття за непослух»; речі, які відбудуться, за віршем 15, «якщо ти не будеш слухатися Ягве, Бога свого, і не будеш ретельно виконувати всі Його накази та постанови, які я тобі сьогодні даю, усі ці прокляття зійдуть на тебе й досягнуть тебе». Зокрема, у Повторенні Закону 28:30 сказано «Ти будеш одружений з жінкою, а інший візьме її та й зґвалтує її. Ти збудуєш дім, але не будеш у ньому жити. Ви посадите виноградник, але навіть не почнете насолоджуватися його плодами» (Нова міжнародна версія). Використане слово єיִשְׁכָּבֶ֔נָּה‬ , походить від дієслова שָׁכַב‎‬ , що означає «грабувати, ґвалтувати, порушувати», або евфемістично перекладено як «лежати з». Деякі вчені вважають, що літературною моделлю для цих проклять у Повторенні Закону 28 послужив Договір про правонаступництво Асархаддона (написаний близько 675 р. до н. е.), а також змісту Повторення Закону 13 через сильну текстову схожість. Стейманс (2013) дійшов висновку, що цей текст, ймовірно, був написаний між смертю Асархаддона в 672 р. до н. е. і ймовірним прийняттям Книги Повторення Закону царем Йосією в 622 р. до н. Повторення Закону 28:30 відповідає Договору про правонаступництво Асархаддона (SAA 2 6) 11.425-426 (§41), за яким наречена проклятого також буде зґвалтована, а його будинок і виноградник також будуть втрачені.

### Судді

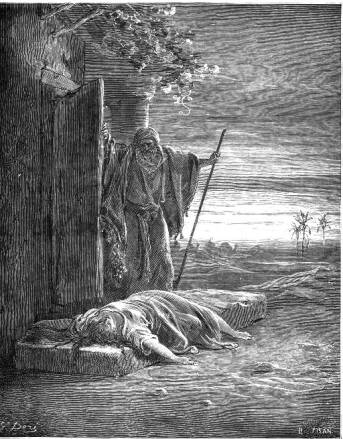
На порозі свого будинку левіт знаходить свою наложницю мертвою після групового зґвалтування. Мистецтво Гюстава Доре (1880).

Трайбл присвячує розділ у «Текстах жаху» зґвалтування наложниці в Книзі Суддів під назвою «Жінка без імені: екстравагантність насильства». Про зґвалтування наложниці вона писала: «Про сам злочин мало слів. Якщо оповідач не виступає за ані порнографію, ані сенсаційність, він також мало піклується про долю жінки. Стислість цього розділу про зґвалтування жінки різко контрастує з довгою статтею. звіти про чоловічі розваги та розваги чоловіків, які їм передують, посилюють жах, який чиниться на жінку». Після зауваження, що відмінності в грецькій та єврейській версіях Біблії роблять незрозумілим, чи була наложниця мертвою наступного ранку («оповідач захищає свого героя через двозначність»), Трібл пише: «Ні інші персонажі, ні оповідач не визнають її людської сутності. Вона є власністю, об'єктом, інструментом і літературним прийомом. [...] Зрештою, вона не більше, ніж воли, яких Саул пізніше розрубає на шматки і розішле по всій території Ізраїлю як заклик до війни».

Шольц відзначає лінгвістичну неоднозначність уривка та різноманітність інтерпретацій, які з нього випливають. Вона написала, що:

Оскільки цей наратив не є «історичним» чи «точним» звітом про реальні події, відповіді на ці запитання більше свідчать про припущення читача щодо ґендеру, андроцентризму та соціально-політичних практик, ніж можна дізнатися про життя давнього Ізраїлю на основі «Суддів 19». [...] Передбачувано, що інтерпретатори по-різному поводяться зі змістом цієї історії, залежно від своїх герменевтичних інтересів.
Ямада вважає, що мова, якою описується доля наложниці, змушує читача співчувати їй, особливо під час зґвалтування та його наслідків. «Так, детальний опис оповідачем спроби жінки повернутися до будинку старого висвітлює для читача руйнівні наслідки подій попередньої ночі, підкреслюючи її спустошений стан. Зґвалтоване і виснажене тіло жінки стає символом кривди, яка чиниться, коли «кожен робив те, що було правильним у його власних очах». Образ цієї жінки, яка з усіх сил намагається дістатися до дверей, вимагає реакції від учасників історії».

### 2 Самуїл

#### 2 Самуїла 11

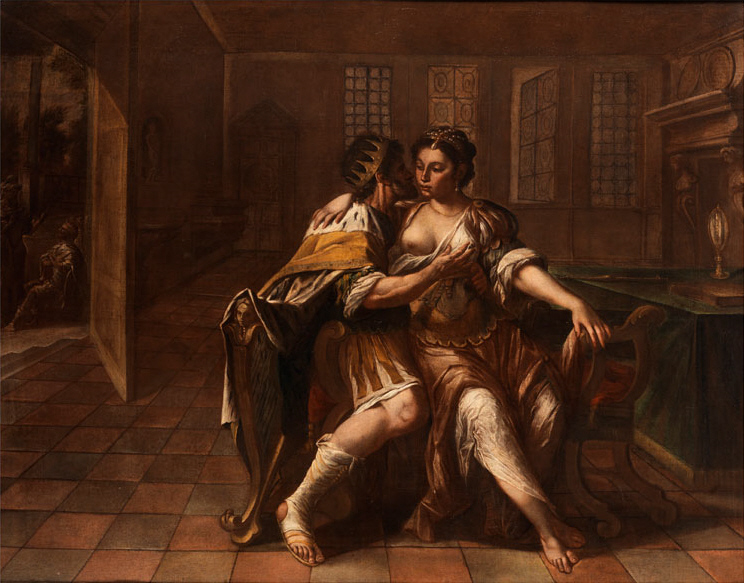
Давид і Вірсавія

Деякі вчені вважають епізод перелюбу Давида з Вірсавією в 2 Самуїла 11 описом зґвалтування. Девід і Діана Гарленд пропонують:
Оскільки згода була неможливою, враховуючи її безправне становище, Давид, по суті, зґвалтував її. Зґвалтування означає статевий акт проти волі, без згоди іншої особи - а вона не мала сили дати згоду. Навіть якщо не було фізичної боротьби, навіть якщо вона піддалася йому, це було зґвалтування.
Однак інші вчені припускають, що Вірсавія добровільно прийшла до Давида. Джеймс Б. Джордан зазначає, що текст не описує протест Вірсавії, як протест Тамари в 2 Самуїла 13, і стверджує, що це мовчання вказує на те, що «Вірсавія охоче співпрацювала з Давидом у перелюбі». Джордж Нікол іде ще далі і припускає, що «купання Вірсавії в такій безпосередній близькості від королівського палацу було навмисно провокаційним».

#### 2 Самуїл 12 і 16
Яхве незадоволений тим фактом, що Давид влаштував вбивство в бою чоловіка Вірсавії Урії Хетеянина, і що Давид узяв Вірсавію собі за дружину (2 Самуїла 11:26–27). Він посилає пророка Натана повідомити Давида, що той отримає божественне покарання за те, що відібрав/захопив (לָקַח‬ ) дружину Урії як свою власну дружину (2 Самуїла 12:9). Мало того, що Яхве вразив новонароджене дитя Вірсавії та Давида хворобою, так що воно померло через сім днів (2 Царств 12: 13-18), але Яхве каже, що він дозволить комусь із наближених (רֵעַ rea) до Давида забрати / захопити (לָקַח laqach) всіх його дружин і змусить його спати з ними / ґвалтувати (שָׁכַב šākab) їх серед білого дня (дослівно «в очах сонця»), щоб усі в Ізраїлі бачили (2 Царств 12: 9-12).

У 2 Самуїла 16 :20–23 цією людиною, близькою до Давида, виявляється його син Авесалом, який повстає проти свого батька і прагне захопити собі царство. Його радник Ахітофел каже Авесалому: «Спи з (בּוֹא‬  +אֵל‬ , буквально «прийти/зайти (в)до») наложницями вашого батька, яких він залишив піклуватися про палац. Тоді ввесь Ізраїль почує, що ти став ненависний перед своїм батьком, і руки всіх, хто з тобою, будуть твердіші. І поставили Авесалому намет на даху, і він спав з (בּוֹא‬  +אֵל‬  ) наложницями свого батька на очах у всього Ізраїля» (2 Самуїла 16:21–22 NIV). Шольц (2021) зазначила, що такі перекладачі, як МакКартер і Андерсон, не розглядали дії Авесалома з наложницями Давида як зґвалтування, а що він «незаконно вимагав» або «одружив» їх по-королівськи. З іншого боку, Кен Стоун (1994) розглядав можливість зґвалтування, оскільки «немає жодних причин думати, що ці жінки були б добровільними учасницями акції». Томас Бохаш (2006) пішов ще далі, заявивши:
Можна цілком правдоподібно зробити висновок, що те, що ми маємо в 2 Царств 16, є зображенням зґвалтування, яке розуміється в логіці оповіді 2 Царств як ініційоване Богом. Якщо розглядати історію в 2 Царств 16 з цієї точки зору, то вона, мабуть, є одним з найбільш тривожних текстів Біблії і потребує критичної оцінки на основі того факту, що вона включає в себе (як і більша частина 1 і 2 книг Самуїла) явно патріархальні уявлення про сексуальне використання жінок. У цьому випадку, до того ж, такі погляди не просто припускаються оповідачем або людськими персонажами-чоловіками, але й проектуються на божественного персонажа-чоловіка, Ягве. Оскільки Yhwh використовує зґвалтування десяти жінок, щоб принизити і таким чином покарати Давида, здається, що Угвг не більше переймається реальною долею цих жінок, ніж Авесалом, Ахітофел чи, зрештою, Давид.

#### 2 Самуїла 13
У 2 Самуїла 13 Амнон обманом змушує свою зведену сестру Тамар увійти в його спальню одну, хапає її за руку і наказує їй лягти з ним у ліжко, але Тамар відмовляється і чинить опір, пропонуючи Амнону спочатку одружитися з нею; однак Амнон перемагає її та все одно ґвалтує.
Але коли вона принесла йому їсти, він схопив її і сказав: «Ходи зі мною в ліжко, сестро моя». «Ні, брате мій!» - сказала вона йому. «Не примушуй мене! Такого не можна робити в Ізраїлі! Не роби цього нечестивого вчинку. А як же я? Де мені позбутися своєї ганьби? А що буде з тобою? Ти будеш, як один з нечестивих юродивих в Ізраїлі. Прошу тебе, поговори з царем, він не заборонить мені вийти за тебе заміж». Та він не послухав її, а що був сильніший за неї, то зґвалтував її (2 Царств 13:11-14).
Буквально в тексті на івриті сказано: «він змусив/порушив (עָנָה‬  pi'el) її та поклав (שָׁכַב‬  ) її». Вчені сходяться на думці, що Амнон винен у зґвалтуванні Тамар. Хоча Памела Тамаркін Рейс (2002) стверджувала, що Тамар погодилася і фактично винна в тому, що сталося, Рейс не є вченою з академічною освітою, а є передумовною апологеткою і її погляди, як правило, відкидаються вченими.

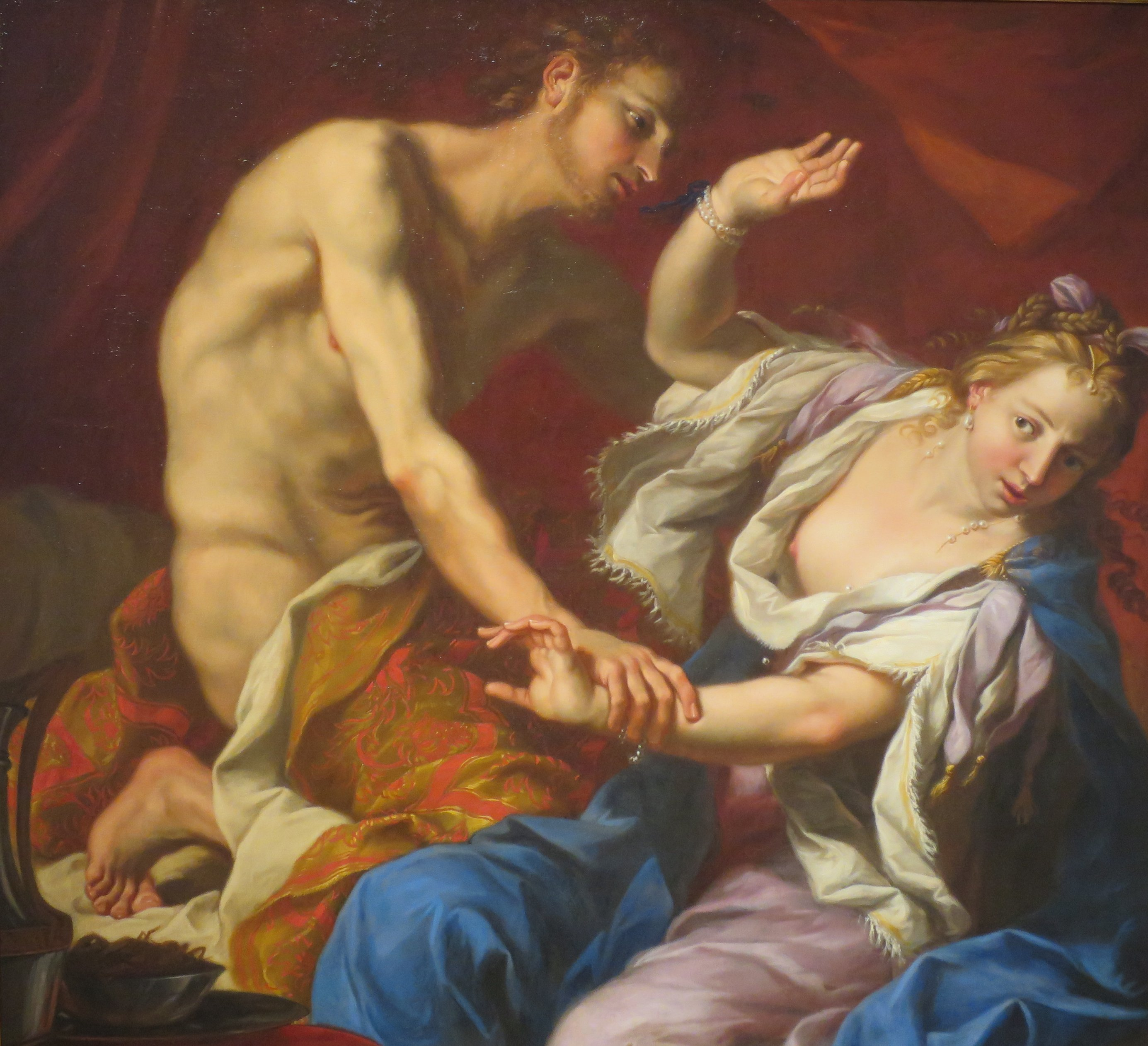
Амнон і Тамар. Анонімна картина кінця XVII ст.

Кавашима (2011) зазначає, що «можна було б інтерпретувати надзвичайно чітку відповідь [Тамар] як просту риторику, спробу відвернути напад, що насувався, але принцип правдоподібності все ж підказує, що Давид, як патріарх дому, є юридичною особою, яка має значення», коли мова йде про згоду на союз його дочки з Амноном. Коли після зґвалтування Амнон просить Тамар піти, вона відповідає: «Ні! Відпустити мене було б більшою кривдою, ніж те, що ти вже зробив мені» (2 Цар. 13:16), вказуючи на те, що вона очікує, відповідно до тогочасних звичаїв, залишитися в його домі його дружиною.
У «Плачі Тамари: Насильство проти жінок і реакція церкви» (1995) Памела Купер-Вайт критикує біблійне зображення Тамари за наголос на чоловічих ролях в історії та уявну відсутність співчуття до Тамари. «Оповідач у 13-й книзі 2 Самуїла іноді зворушливо описує, викликаючи наше співчуття до жінки-жертви. Але здебільшого оповідач (я припускаю, що він ) спрямовує нас у напрямку головного інтересу, навіть співчуття, до чоловіків навколо неї. Навіть гострота приниження Тамар витягується з першочерговою метою виправдання пізнішого вбивства Авесаломом Амнона, а не заради нього самого». Вона висловила думку, що «співчуття до Тамар не є основним інтересом оповідача. Сила враження Тамар витягується не для того, щоб висвітлити її біль, а для того, щоб виправдати гнів Авесалома на Амнона та подальше його вбивство». Купер-Вайт також стверджує, що після кровозмішного зґвалтування розповідь продовжує зосереджуватися на Амноні, написавши: «Історія продовжує розповідати про точку зору кривдника, про думки та почуття після інциденту насильства; точка зору жертви не представлена [...] Нам не надано жодних ознак того, що він коли-небудь думав про неї знову — навіть з точки зору страху покарання чи репресій».
Трайбл приділяє Тамарі ще один розділ у «Текстах жаху» з підзаголовком «Королівське ґвалтування мудрості». Вона зазначила, що Тамар є єдиною жінкою в оповіді, і вона розглядається як частина історій про Амнона та Авесалома. «Двоє самців оточують жінку. У міру розгортання історії вони переміщуються між захистом і забрудненням, підтримкою і звабленням, заспокоєнням і захопленням її. Крім того, ці сини Давида змагаються один з одним через прекрасну жінку». Вона також написала, що мову, якою оригінальний іврит використовує для опису зґвалтування, краще перекладати як «Він поклав її», ніж «Він ліг з нею». Шольц (2010) писала, що «багато вчених відмовляються від жорстокості, з якою Амнон підпорядковує свою [зведену] сестру», продовжуючи критикувати тлумачення Памели Тамаркін Рейс, яка звинувачує Тамар, а не Амнона, що з нею сталося.
Стосовно зґвалтування Тамари у 2-й книзі Самуїла Рапопорт стверджує, що «Амнон є безсумнівно огидною фігурою. Літерально він є злим перекриттям мужньої невинності Тамари. [...] Біблія хоче, щоб читач одночасно цінував, оплакував і підбадьорював». за Тамар, коли ми ганьбимо й зневажаємо Амнона.  Стосовно того ж уривка, Бадер писав, що «сприйняття ситуації Тамар викликає довіру; справді, те, що Амнон лежав з нею, виявилося її ганьбою. Одночасно зі збільшенням довіри до Тамари оповідач дискредитує Амнона». Трайбл висловив думку, що «слова [Тамар] чесні та гострі; вони визнають жіноче рабство». Вона також пише, що «оповідач натякає на її безсилля, уникаючи її імені».
Так само Ямада стверджує, що оповідач стає на бік Тамар і змушує читача співчувати їй. «Поєднання благань Тамар з ненавистю Амнона до своєї зведеної сестри після зґвалтування зближує читача з жертвою і викликає презирство до злочинця. Детальна розповідь про зґвалтування та реакції обох персонажів після зґвалтування робить цей злочин ще більш жахливим».

### Пісня над піснями 5:7

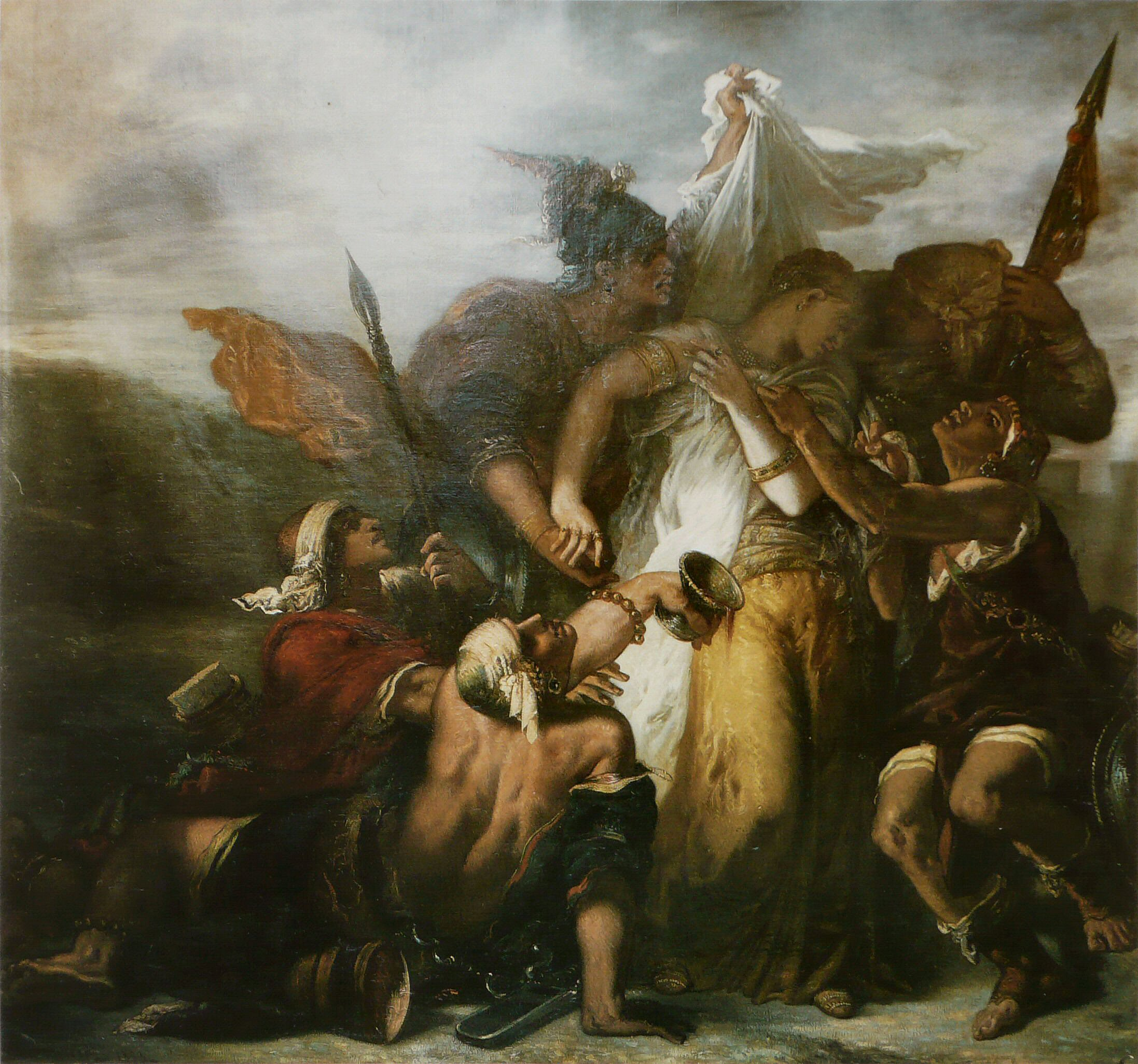
Фокс і Ексум інтерпретували картину Гюстава Моро 1853 року Le Cantique des cantiques як зображення сексуального насильства сторожів над героїнею Пісні над піснями 5:7.

Читачі «Пісні над піснями», яку зазвичай тлумачать і прославляють як еротичну поему про досконале кохання, довго намагалися зрозуміти значення вірша 5:7, а Ексум (2012) написав: «Оскільки те, що відбувається в Пісні 5.7, здається недоречним в ідилічному світі Пісні, цей вірш довгий час був каменем спотикання для коментаторів». Жінка-протагоніст у розділі 5, говорячи від першої особи, каже, що чекала свого коханого, щоб відвідати її дім в Єрусалимі, але він не з’явився. Коли вона пішла його шукати, то «знайшла мене сторожа, що обходить місто, і вдарила мене, поранила мене, зняла з мене плащ, сторожа мурів». У паралельному епізоді в Піснях 3:1–5 жінка також зустрічає сторожів, але тут вони нічого не роблять; замість цього героїня незабаром знаходить свого коханого. Більшість дослідників інтерпретують це як те, що сталося з головною героїнею уві сні, а не в реальному житті, вказуючи на те, що вона говорить у вірші 2: «Я спала, а серце моє не спало», зазвичай аргументуючи цю сцену як метафору.
Фіона Блек (2001) коментує: «Знаходження і роздягання, побиття і “поранення” жінки вночі групою чоловіків надзвичайно наштовхує на думку про зґвалтування ... і це можливість, яку не можна виключати з цієї сцени». Ексум заявив, що питання не повинно бути в тому, сон це чи ні, а скоріше: «Чому поет, творінням якого є закохані, а вірш якого є ретельно створеним витвором мистецтва, вирішив зобразити такий обурливий випадок у вірш про кохання?» Майкл В. Фокс (1985) зауважив, що картина Гюстава Моро 1853 року Le Cantique des cantiques («Пісня над піснями») візуалізувала сцену з Пісень 5.7 як сексуальну агресію, оскільки сторожа б'є жінку і завдає їй поранень, а також зриває з неї частину одягу (хоча незрозуміло, що означає רְדִידִי֙ rə-ḏî-ḏî, і що ще - якщо взагалі щось - могло бути одягнене на жінці). Ексум процитував картину Моро на підтвердження свого аналізу, що цей вірш справді описує сексуальне насильство, але воно настільки випадкове і безпричинне, що його включення в історію не піддається поясненню.

### Пророчі книги
Такі вчені, як Кейт Бланшар, Памела Гордон і Гарольд К. Вашингтон і Шольц відзначили, що в пророцьких книгах, таких як Книга Ісаї, Книга Єремії та Книга Єзекіїля, є кілька уривків, які використовують метафори зґвалтування. Бланшар висловив обурення з приводу цього факту, написавши: «Переклади цих яскравих прикладів звинувачення жертви досить зрозумілі, незважаючи на старомодну мову: Я розлючений, і ти будеш страждати за це. Ти заслуговуєш на те, щоб тебе зґвалтували через твої сексуальні подвиги. Ти шльондра, і це було лише питанням часу, коли ти постраждаєш від наслідків. Нехай це буде уроком для тебе і для всіх інших зарозумілих жінок». Шольц обговорила чотири уривки — Ісая 3:16-17, Єремія 13:22,26, Єзекіїль 16 і Єзекіїль 23.

#### Ісая 3
Що стосується Ісаї 3:17–18, Шольц (2010) писала, що існує поширений неправильний переклад єврейського слова פּוֹת‬  як «чоло» або «шкіра голови». Також часто перекладається як «статеві органи» або «таємні частини», Шольц вважає, що точнішим перекладом цього слова в контексті є «пизда», як вперше було запропоновано Дж. Шеріл Ексум «Етика біблійного насильства проти жінок» (1995). Вони та інші вчені, такі як Джонні Майлз (2006), дійшли висновку, що це зняття жіночого одягу для оголення їхніх статевих органів відноситься до сексуального насильства як Божої кари за жіночу зарозумілість і гордість.

#### Єзекіїль 16 і 23
Сандра Лінн Грейвет (1994) стверджувала, що правильне розуміння фраз, використаних у Єзекіїля 16:39 (וְהִפְשִׁ֤יטוּ אֹותָךְ֙ בְּגָדַ֔יִךְ‬ -hip̄-šî-ṭū 'ō-w-ṯāḵ bə-ḡā-ḏa-yiḵ; зазвичай перекладається як «Вони знімуть з тебе одяг» (NIV)) і Єзекіїля 23:26 (וְהִפְשִׁיט֖וּךְ אֶת־בְּגָדָ֑יִךְ‬ -hip̄-šî-ṭūḵ 'eṯ- bə-ḡā-ḏā-yiḵ; зазвичай дослівно перекладається як «Вони також знімуть з вас одяг» (NIV) ) призводить до висновку, що вони означають «Вони (також) вас зґвалтують». Деякі з головних аргументів на користь такого прочитання включають той факт, що дуже схожа фраза «викриття наготи» людини в Левіт 18 і 20 завжди стосується сексуальної активності (і зазвичай перекладається як така), а жінки в Єзекіїля 16:39 і 23:26 не погоджуються, але підкоряються цій сексуальній активності шляхом примусу як одного з кількох актів насильства (також включаючи каліцтва, пограбування та вбивство) «покарання» (Єзекіїля 16:38,41; 23:24,45,49), вчинені вторгненнями іноземних чоловіків. Граветт наполягав на тому, що обидва оповіді є не просто метафоричним застереженням для всіх юхадитів та ізраїльтян (з якими жінок ототожнюють через столиці Єрусалим і Самарія, Єзекіїль 16:2–3; 23:4,33) не змішуватися етнічно з іноземців через сексуальний або культурний обмін, але більш конкретно, щоб попередити всіх юдейських/ізраїльських жінок, щоб вони не були невірними своїм чоловікам і не брали участь у «блудстві» та «перелюбстві» (зокрема, Єзекіїля 16:40; 23:48), або іншим чином страждали від сказаного «покарання».
Шольц (2010) називає обидва уривки Єзекіїля «порнографічною об’єктивацією Єрусалиму як дружини свого чоловіка, Яхве». У книзі Єзекіїля 16 вона написала: «Ці жорстокі слова затьмарюють перспективу жінки, а звинувачення подаються виключно очима обвинувача, Ягве. Бог говорить, звинувачує дружину в перелюбі і призначає покарання у вигляді публічного роздягання, знущання і вбивства. У пророчій уяві жінці не дають можливості відповісти. [...] Бог висловлює задоволення тим, що її так покарано». Стосовно Єзекіїля 23, історії про двох сестер-перелюбниць, які зрештою були вбиті, вона засуджує мову, використану в уривку, особливо Єзекіїль 23:48, який служить попередженням для всіх жінок про перелюб. «Метафора пророчого зґвалтування перетворює закатованих, зґвалтованих і вбитих дружин на застережливий знак для всіх жінок. Вона вчить, що жінкам краще коритися своїм чоловікам, залишатися вдома і відмовитися від будь-яких ознак сексуальної незалежності. [...] Ця пророча фантазія конструює жінку як об'єкт, а не як суб'єкт, і зводить її до сексуалізованих об'єктів, які накликають на себе Божу кару і повністю її заслуговують».
І навпаки, Коррін Паттон (2000) стверджувала, що «цей текст не підтримує домашнє насильство; і науковці, вчителі та проповідники повинні продовжувати нагадувати необізнаним читачам, що така інтерпретація насправді є неправильним прочитанням» і що «богословська мета уривка - врятувати Ягве від скандалу бути чоловіком-рогоносцем, тобто переможеним, безсилим і неефективним богом. [...] Це погляд на Бога, для якого жоден досвід, навіть зґвалтування і каліцтво у воєнний час, не є поза надією на зцілення і спокуту». Щодо 16 розділу Єзекіїля Даніель І. Блок писав, що «тло Божого суду можна оцінити лише на тлі Його милості. Якби текст починався з 36-го вірша, можна було б цілком зрозуміло звинуватити Бога в жорстокості і надмірній суворості. Але ревність Його гніву є рефлексом інтенсивності Його любові. Бог вилив свою любов на цю жінку, врятувавши її від неминучої смерті, вступивши з нею в стосунки заповіту, заприсягнувши їй свою вірність, обдарувавши її всіма благами, якими вона могла насолоджуватися. Він любив дуже сильно. Він не міг легковажно знехтувати своєю благодаттю».

#### Єремія 13
Стосовно Єремії 13, Шольц (2010) писала: «Поема проголошує, що жінка сама накликала на себе цю долю, і її слід звинуватити в цьому, тоді як пророк стає на бік сексуально насильницьких злочинців, вважаючи напад заслуженим, а Бога виправдовуючим Поетика зґвалтування схвалює «чоловічий авторитаризм» і «дегуманізацію жінок», можливо, особливо коли йдеться про Бога».
Емі Калманофскі (2015) вважає, що в Єремії 13 оголене жіноче тіло розглядається як об'єкт відрази: «Я приходжу до висновку, що Єр 13 є прикладом непристойної наготи, в якій оголене жіноче тіло показано не як об'єкт бажання, а як об'єкт відрази. У Єр 13, як і в інших пророчих текстах, Ізраїль не відчуває сексуального збудження від того, що оголена жінка виставляється напоказ. Їй соромно. Більше того, ті, хто бачить сором Ізраїлю, не бажають оголеного тіла Ізраїлю. Вони відчувають огиду до нього».
F. Б. Х'юї-молодший (1993), коментуючи Єремії 13, писав: «Грубий опис - це опис публічного приниження блудниці, відповідного образу невірного Юдеї (пор. Іс. 47:3; Ос. 2:3,10; Нах. 3:5). Він також може описувати насильство, яке чинять над жінками солдати завойовницької армії. [...] Єремія нагадував [народу Юдеї], що вони будуть викриті, щоб усі побачили їхні перелюби».

#### Осія 2

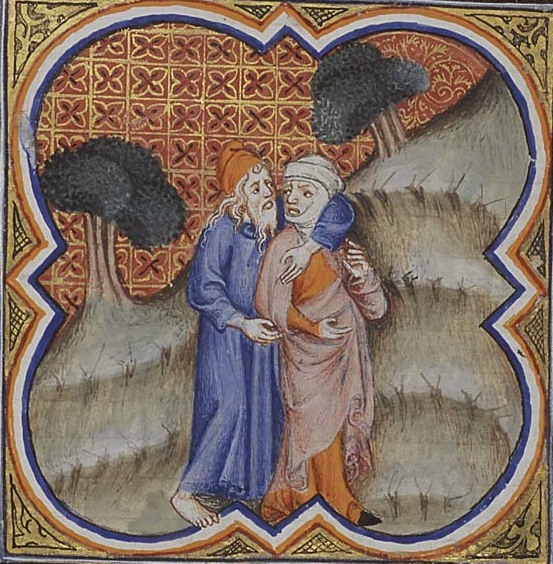
Осія (Яхве) захоплює Гомера (Ізраїль). Історична Біблія (1372).

У розділі 2 Книги Осії пророк Осія (якого порівнюють із богом Яхве) зображується як фантазуючий про те, як він покарає свою колишню дружину Гомер (яку порівнюють із Ізраїльським (Самарським) царством) за те, що вона покинула його для іншого чоловіка. У першій половині Осія боїться втратити контроль над сексуальною поведінкою своєї дружини, і коли він втрачає контроль, він звинувачує її в тому, що вона «повія»/«перелюбниця» (подібно до того, як Яхве звинувачує ізраїльтян в «ідолопоклонстві» за поклоніння іншим богам, таким як Ваал), і погрожує Гомер жорстоким фізичним і психологічним насильством, яке, на думку кількох вчених, включає сексуальний компонент. У другій половині Осія уявляє, як він прийме свою колишню дружину з розпростертими обіймами, ніби нічого не сталося, і світ буде створено заново, мовою, яка посилається на розповідь про створення Буття; ідеальне примирення. Відповідно до Вімс (1995), у поемі стверджується, що Осія є «справжньою жертвою шлюбу», а саме «чоловіком, якого його невірна дружина спонукала до крайніх дій»; він риторично представляє його дії як її провину та намагається переконати аудиторію стати на бік «приниженого чоловіка», а не «побитої дружини».
Шольц (2021) зосередився на дієслові פָּתָה‬  в Осії 2:14 (2:16 у текстах на івриті), що зазвичай перекладається як «спокусити/переконати/зваблювати/залучити» або «обдурити/ввести в оману». Але в цьому вірші, а також у Суддів 14:15 і Суддів 16:5, дієслово стоїть у pi'el, що додає силу або примус; тому деякі переклади Біблії, такі як NRSV, NIV та ISV, перекладаються פָּתָה‬  у цих віршах означає «вмовляти». Шольц міркував, що в обох цих віршах Суддів (про Самсона та Далілу) та у Вихід 22:16 (про дошлюбні статеві стосунки; незрозуміло, примусові чи згодні), פָּתָה‬  відноситься до сексу, тому вірш 14 слід перекласти як «Отже, ось, це я примушу її до сексу».

#### Наум 3
Відповідно до Шольца (2021), Наум 3 описує, як місто Ніневія піддається військовій атаці (битва за Ніневію (612 р. до н. е.)), будинки знищені вогнем, а громадяни піддаються вбивствам мечем, сексуальним домаганням і зґвалтуванням. У віршах 3:5–7 бог Ягве, здається, погрожує Ніневії (яка зображена як жінка) сексуальним насильством, як Шольц переклав:

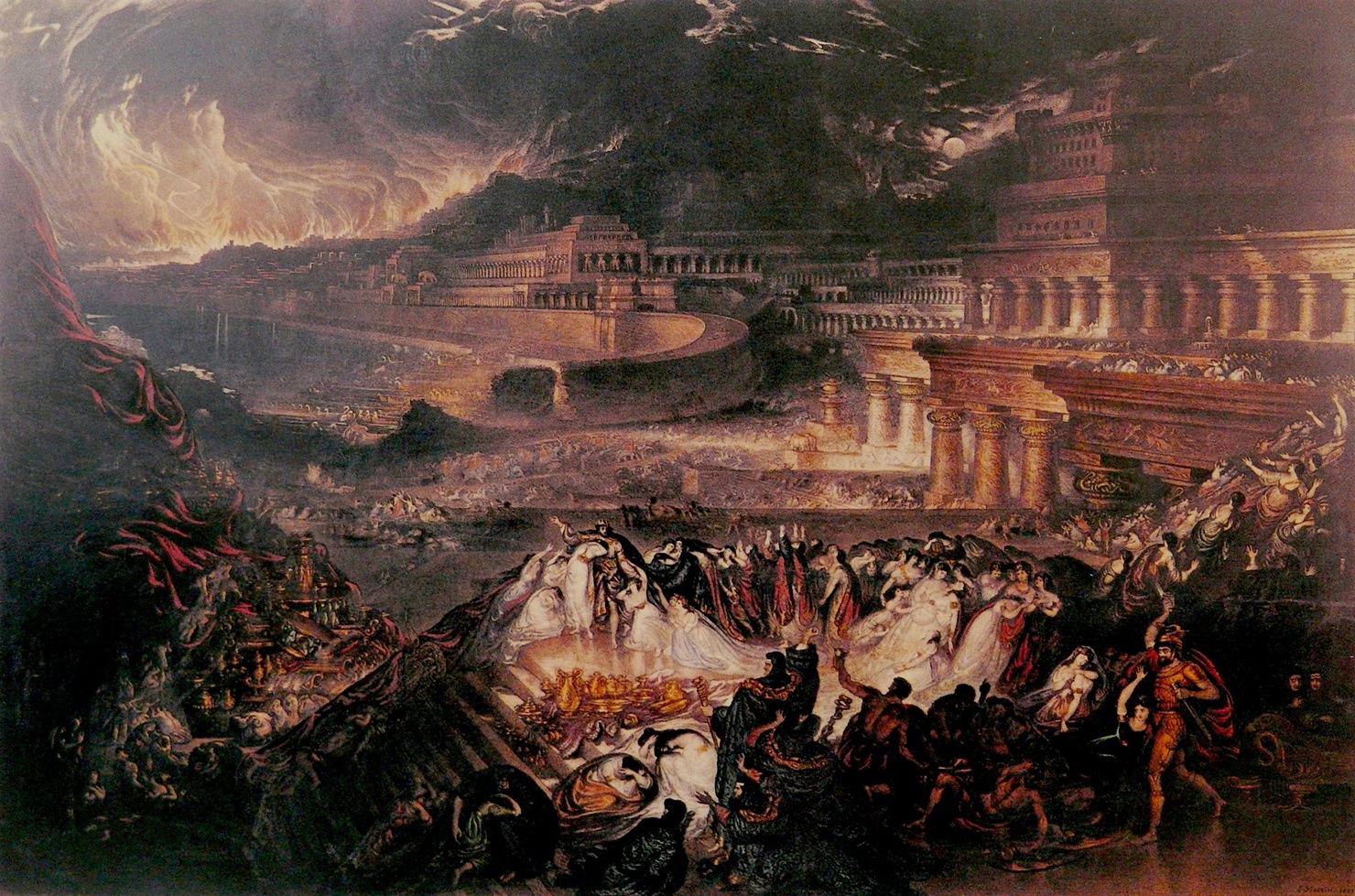
Падіння Ніневії, Джон Мартін (1829)

Я проти тебе, говорить Господь Саваот.
Я зніму [gālâ] твої спідниці на обличчя.
Я дозволю народам дивитися на твої геніталії [ma'ar],
і королівства на вашу ганьбу [qālôn].
Я закидаю тебе брудом,
Я буду знущатися над тобою [nibbēl piel],
Я зроблю тобі запас.
Тоді всі, хто побачить вас, відвернуться від вас
і вони скажуть:
«Спустошена Ніневія;
хто її буде оплакувати? "
Де шукатиму тобі розрадників? 
Вона міркувала так: «У реченні «Я вчиню сексуальне насильство над тобою» вживається єврейське дієслово nābal у piel, яке також зустрічається в оповіданнях про зґвалтування, таких як Буття 34:7, Суддів 19–21 і 2 Сам 13:12». Крім того, Наум 3 відображає інші єврейські пророчі поеми, в яких місто (де Ніневія тут є представником Новоассирійської імперії), зруйноване іноземним ворогом, зображується як сексуально безладна жінка, яка зазнає сексуального насильства та сором, як справедливе покарання за її гріхи. Незважаючи на те, що ізраїльський бог Яхве не мав попередніх стосунків із Ніневією, яким остання могла б бути «невірною», це представлено як помста за ассирійське завоювання північного Ізраїльського королівства (Самарії) та ассирійський полон у 730-х роках до н. Шольц, Франсіско О. Гарсіа-Трето та інші вчені прокоментували, що цей вірш, у якому Бог представляє Себе як ґвалтівника, який ґвалтує та принижує жінку, щоб покарати її, «особливо огидний для сучасних читачів», додавши, що «ці вірші в книгу Наума слід розглядати як небезпечну територію».

#### Захарія 14
Книга Захарія зображує бога Ягве як захисника і покровителя Єрусалиму, наприклад у віршах 2:9 і 9:8. Петерсон (1995) писав: «У вірші 8 автор використовує мову військового табору, щоб описати спосіб, у який Яхве буде присутній в Єрусалимі та проти будь-яких ворожих сил». Єдиним винятком є останній розділ, Захарія 14, де пророкують, що Ягве згуртує всі народи проти Єрусалиму, який впаде в облогу, а його жінок зґвалтують. Ця раптова зміна позиції Ягве з захисника на нападника на Єрусалим спантеличила вчених. Бода (2004) заявив, що Захарія 14 не вказує, чому Єрусалим піддається такому насильству, «але слід припустити, що це пов’язано з злочинами людей у місті». Фостер (2012) сказав: «Мій аргумент полягає в тому, що, якщо слідкувати за дискурсом справедливості в Захарії, ми знаходимо причину, наведену в усьому Захарії для цього вироку над Єрусалимом». [...] «Коли люди не справляються з правосуддям, минулі вироки YHWH наздоганяють нинішнє покоління з війнами, облогою, зґвалтуванням і вигнанням».

## Персоніфіковані столиці під загрозою зґвалтування
Вчені давно визнали, що в багатьох невіїмських або пророчих книгах єврейської Біблії ізраїльський бог Ягве виносить свій суд над столицею (використовуючи її як pars pro toto для держави, якою вона керує), уособлюючи це місто як жінку. яка вчинила різні гріхи, так що вона стала "повією", "курвою" або "перелюбницею", і, таким чином, заслуговує на різні покарання, майже завжди включаючи зґвалтування. Цей вирок і покарання зазвичай застосовуються, коли місто піддається облозі та завойовується іноземними солдатами. Хоча ця метафора, в якій Ягве часто звертається до міста так, ніби це його дружина чи незаймана дочка, яка покинула його та свою власну честь, часто застосовується до Єрусалиму (і одного разу до Самарії), вона також застосовується до неізраїльських міст такі як Вавилон і Ніневія. Гордон і Вашингтон (1995) зауважили: «[М]істо як об’єкт насильства завжди є жіночим Іншим, що зміцнює статус жіночого як другорядного та сприяє порнографічній об’єктивізації жінок, встановлюючи жінку як зразкову жертву». Шольц (2021) стверджував, що ці погрози зґвалтування та інші покарання служать не лише попередженням для ізраїльтян та юдеїв або іноземних народів не впадати в гріх, щоб не бути засудженими та покараними, але особливо для всіх жінок. Єзекіїль 16 і 23, зокрема, посилають подвійне послання не тільки ізраїльському та юдейському суспільству загалом не бути невірними Ягве, але й жінкам у цих суспільствах не бути невірними своїм чоловікам (особливо через секс з іноземцями); жінки, які це зроблять, будуть публічно зґвалтовані, присоромлені та страчені іноземними солдатами, щоб утримати інших жінок від подружньої невірності. Подібним чином Дж. К. Кім (1999) заявив про Вавилонську повію: «Метафора повії означає не просто імперське місто Рим, але також означає жінок, які займаються сексуальним життям у контексті колонізації». У Наумі 3, Яхве, здається, погрожує особисто зґвалтувати місто Ніневію, замість того, щоб іноземні солдати зробили це за його наказом або з його схвалення. Так само в Ісаї 3 та Єремії 13 сам ізраїльський бог погрожує сексуальним насильством або зґвалтуванням «Дочкам Сіону» (жінкам Єрусалиму/Юди).
| Персоніфіковані столиці під загрозою зґвалтування | Персоніфіковані столиці під загрозою зґвалтування | Персоніфіковані столиці під загрозою зґвалтування | Персоніфіковані столиці під загрозою зґвалтування | Персоніфіковані столиці під загрозою зґвалтування                  | Персоніфіковані столиці під загрозою зґвалтування             | Персоніфіковані столиці під загрозою зґвалтування |
| Біблійний розділ                                  | Жінка, пов'язана з Ягве                           | Місто                                             | Уособлення держави                                | Передбачувані гріхи                                                | Покарання                                                     | Каратель                                          |
| ------------------------------------------------- | ------------------------------------------------- | ------------------------------------------------- | ------------------------------------------------- | ------------------------------------------------------------------ | ------------------------------------------------------------- | ------------------------------------------------- |
| Ісая 3                                            | Доньки Сіону                                      | Єрусалим                                          | Юдейське царство                                  | Зарозумілість і гордість                                           | Публічне сексуальне насильство та сором                       | Ягве (Бог Ізраїлю)                                |
| Ісая 13                                           | (Гордість і слава вавилонян)                      | Вавилон                                           | Нововавилонське царство                           | Зарозумілість і гордість (Вавилонський полон?)                     | Вбивство, дітовбивство, зґвалтування, підпал                  | Іноземні солдати (схвалені Ягве)                  |
| Ісая 23                                           | Незаймана дочка (Сидон)                           | Тір, Сідон                                        | Фінікія                                           | Скупість, матеріалізм (багатство від торгівлі)                     | Зґвалтування? Підпал.                                         | Іноземні солдати (схвалені Ягве)                  |
| Ісая 47                                           | Незаймана дочка                                   | Вавилон                                           | Нововавилонське царство                           | Вавилонський полон                                                 | Марний опір, зґвалтування, публічна ганьба                    | Іноземні солдати (схвалені Яхве)                  |
| Єремія 13                                         | -                                                 | Єрусалим                                          | Юдейське царство                                  | Зарозумілість і гордість                                           | Зґвалтування, звинувачення жертви                             | Ягве (Бог Ізраїлю)                                |
| Плач Єремії 1                                     | Незаймана дочка Сіон/Юдея                         | Єрусалим                                          | Юдейське царство                                  | «Гріхи», військова поразка (587 р. до н.е.)                        | Зґвалтування? Публічна ганьба, святотатство, змішання культур | Іноземні солдати (схвалені Яхве)                  |
| Плач Єремії 4                                     | Дочка Едома                                       | -                                                 | Ідумея                                            | «Нечестивість» (васальна залежність від Вавилонії 605 р. до н.е.?) | Споїли і зґвалтували                                          | Іноземні солдати / Ягве                           |
| Єзекіїль 16                                       | Дружина                                           | Єрусалим                                          | Юдейське царство                                  | Подружня невірність, змішання з чужими культурами                  | Каліцтва, зґвалтування, публічна ганьба, вбивство, підпал     | Іноземні солдати (схвалені Яхве)                  |
| Єзекіїль 23                                       | Огодаг, дружино!                                  | Самарія                                           | Північно-Ізраїльське царство                      | Подружня невірність, змішання з чужими культурами                  | Каліцтва, зґвалтування, публічна ганьба, вбивство, підпал     | Іноземні солдати (схвалені Яхве)                  |
| Єзекіїль 23                                       | Оголіба, дружина                                  | Єрусалим                                          | Юдейське царство                                  | Подружня невірність, змішання з чужими культурами                  | Каліцтва, зґвалтування, публічна ганьба, вбивство, підпал     | Іноземні солдати (схвалені Яхве)                  |
| Осія 2                                            | Гомер, дружина                                    | -                                                 | Північно-Ізраїльське царство                      | Подружня невірність, поклоніння іншим богам                        | Зневоднення, полон, крадіжка, публічна ганьба, зґвалтування   | Осія / Ягве                                       |
| Наум 3                                            | (ворог)                                           | Ніневія                                           | Новоассирійська імперія                           | «Проституція і чаклунство» (ассирійський полон?)                   | Публічне зґвалтування, ганьба і покинутість, підпал           | Ягве (Бог Ізраїлю)                                |

## Цитовані роботи
- Anderson, Cheryl (2009). Ancient Laws and Contemporary Controversies: The Need for Inclusive Bible Interpretation. Oxford, United Kingdom: Oxford University Press. с. 3. ISBN 978-0195305500. Процитовано 25 травня 2015.
- Bader, Mary Anna (2006). Sexual Violation in the Hebrew Bible: A Multi-Methodological Study of Genesis 34 and 2 Samuel 13. New York: Peter Lang. ISBN 978-0-8204-7873-9.
- Cooper-White, Pamela (2012) [1995]. The Cry of Tamar: Violence Against Women and the Church's Response (вид. 2nd). Minneapolis, MN: Fortress Press. ISBN 978-0-8006-9734-1. Процитовано 1 червня 2015.
- Exum, J. Cheryl (2012). Toward a Genuine Dialogue Between the Bible and Art. Congress Volume Helsinki 2010. Leiden: Brill. с. 473—503. ISBN 978-90-04-22113-0. Процитовано 11 червня 2024.
- Rapoport, Sandra (2011). Biblical Seductions: Six Stories Retold Based on Talmud and Midrash. Jersey City, NJ: KTAV Publishing House. ISBN 978-1-60280-154-7.
- Scholz, Susanne (2000). Rape Plots: A Feminist Cultural Study of Genesis 34. New York: Peter Lang. ISBN 978-0-8204-4154-2. Процитовано 2 червня 2015.
- Scholz, Susanne (2010). Sacred Witness: Rape in the Hebrew Bible. Minneapolis, MN: Fortress Press. ISBN 978-0800638610.
  - Scholz, Susanne (2021). Sacred Witness. Rape in the Hebrew Bible. Fortress Press. ISBN 9781506482033. (E-book edition)
- Trible, Phyllis (1984). Texts of Terror: Literary-Feminist Readings of Biblical Narratives. Minneapolis, MN: Fortress Press. с. 37—64. ISBN 978-0-8006-1537-6. Процитовано 12 травня 2015.
- Yamada, Frank M. (2008). Configurations of Rape in the Hebrew Bible: A Literary Analysis of Three Rape Narratives. New York: Peter Lang. ISBN 978-1433101670. ASIN 143310167X.
- Біблія